# Вершик Анатолій Мойсейович
Анатолій Мойсейович Вершик (* 28 грудня 1933, Ленінград, РРФСР — 14 лютого 2024) — російський математик, доктор фізико-математичних наук, головний науковий співробітник Санкт-Петербурзького відділення математичного інституту РАН, президент Санкт-Петербурзького математичного товариства з 1998 по 2008 роки.

## Біографія
Мати — Люстерник Єва Яківна (1904–1991), відомий сходознавець-індолог, історик російсько-індійських відносин, професор. Батько — Вершик Мойсей Менделевич (1904–1992), викладач політекономії (згодом завідувач кафедри політекономії в Ленінградському інституті інженерів зв'язку).
З 1944 вчився в 222-й школі, яку закінчив в 1951 з медаллю, і вступив на математико-механічний факультет Ленінградського університету, який закінчив з відзнакою в 1956, відмовився від пропозиції вступити до аспірантури і влаштувався на роботу в один з нових обчислювальних центрів, де займався в основному прикладними задачами. Через два роки вступив до аспірантури математико-механічного факультету; науковий керівник — Г. П. Акілов. Був учнем професорів В. А. Рохліна, Л. В. Канторовича, Г. П. Акілова та Д. К. Фаддєєва.
В 1963 захищає кандидатську дисертацію. З 1962 — асистент математико-механічного факультету ЛДУ, з 1966 — доцент, в 1974 захищає докторську дисертацію. В 1985 — професор математико-механічного факультету ЛДУ. В 1992 переходить на роботу в Санкт-Петербурзьке відділення математичного інституту РАН, де очолює лабораторію обчислювальної математики і теорії зображень, зберігаючи одночасно посаду професора ЛДУ; з 2002 — головний науковий співробітник математичного інституту, одночасно — завідувач лабораторією теорії зображень та динамічних систем.
В 2007 — лауреат Премії Гумбольдта.

## Політичні погляди
У березні 2014 року, після російської інтервенції в Україну, разом з рядом інших відомих діячів науки і культури Росії висловив свою незгоду з політикою російської влади в Криму. Свою позицію вони виклали у відкритому листі.